# 天才少女福爾摩斯3
《天才少女福爾摩斯3》（英語：Enola Holmes 3）是英美合拍的懸疑冒險電影，由《混沌少年時》導演菲利普·巴倫提尼執導，傑克·索恩編劇。本片改編自南西·史賓格撰寫的同名系列小說，並為《天才少女福爾摩斯》系列電影的第三部曲。主演陣容包括米莉·芭比·布朗、路易·帕特里奇、希姆許·帕托、莎朗·鄧肯-布魯斯特、亨利·卡維爾以及海倫娜·寶漢·卡特。電影將由Netflix發行，上映日期待定。

## 演員及角色
- 米莉·芭比·布朗 飾演 艾諾拉·福爾摩斯
- 路易·帕特里奇 飾演 蒂克斯伯里子爵
- 希姆許·帕托 飾演 華生醫生
- 亨利·卡維爾 飾演 夏洛克·福爾摩斯
- 海倫娜·寶漢·卡特 飾演 優朵莉雅·福爾摩斯
- 莎朗·鄧肯-布魯斯特（英语：Sharon Duncan-Brewster） 飾演 美嬅·蔡（Mira Troy）／莫里亞蒂（Moriarty）

## 製作
2024年12月，宣布《天才少女福爾摩斯》系列第三部曲已進入製作階段，並由英國犯罪迷你影集《混沌少年時》導演菲利普·巴倫提尼接替哈利·布萊德比爾執導本系列電影，他將使續集呈現出比前兩部更具黑暗色彩、成熟的風格。米莉·芭比·布朗擔任聯合製作人並回歸飾演艾諾拉·福爾摩斯（Enola Holmes）。2025年4月，路易·帕特里奇、希姆許·帕托、亨利·卡維爾、海倫娜·寶漢·卡特以及莎朗·鄧肯-布魯斯特確認回歸出演原角色。

### 拍攝
主體拍攝於2025年4月10日開始進行，拍攝地點包括英格蘭的謝珀頓電影工作室及馬爾他。

## 外部連結
- 互联网电影数据库（IMDb）上《天才少女福爾摩斯3》的资料（英文）